# Финский рок
Финский рок (фин. suomirock) — собирательное обозначение рок-музыки Финляндии. На группы финского рока оказали влияние как англо-американская рок-музыка, так и финские шлягеры («искелмя»), рауталанка и другие традиционные финские музыкальные жанры. Финляндия — одна из мировых «столиц» тяжёлого рока и метала, наряду со Швецией, Британией и Германией.

## История

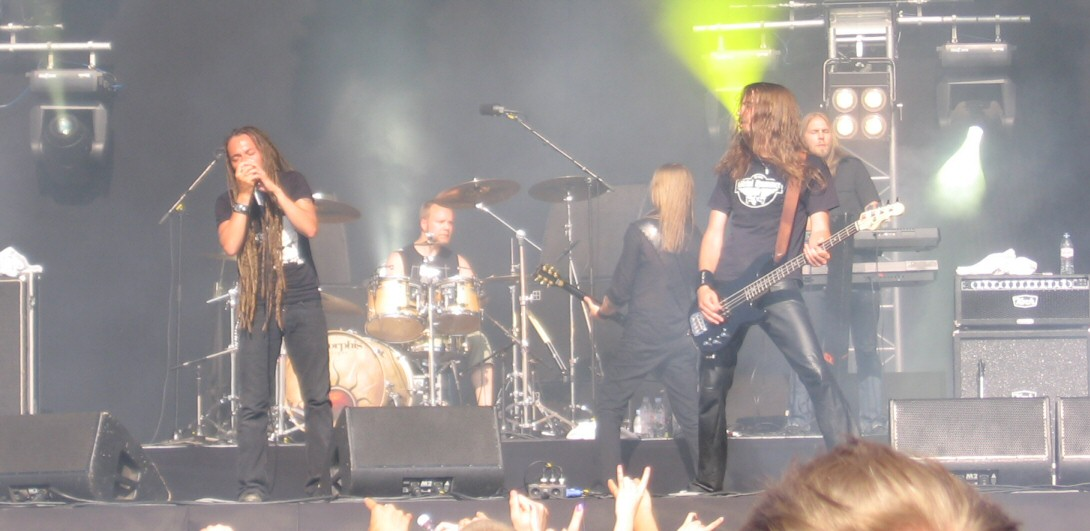
Финская группа Amorphis на фестивале Tuska Open Air

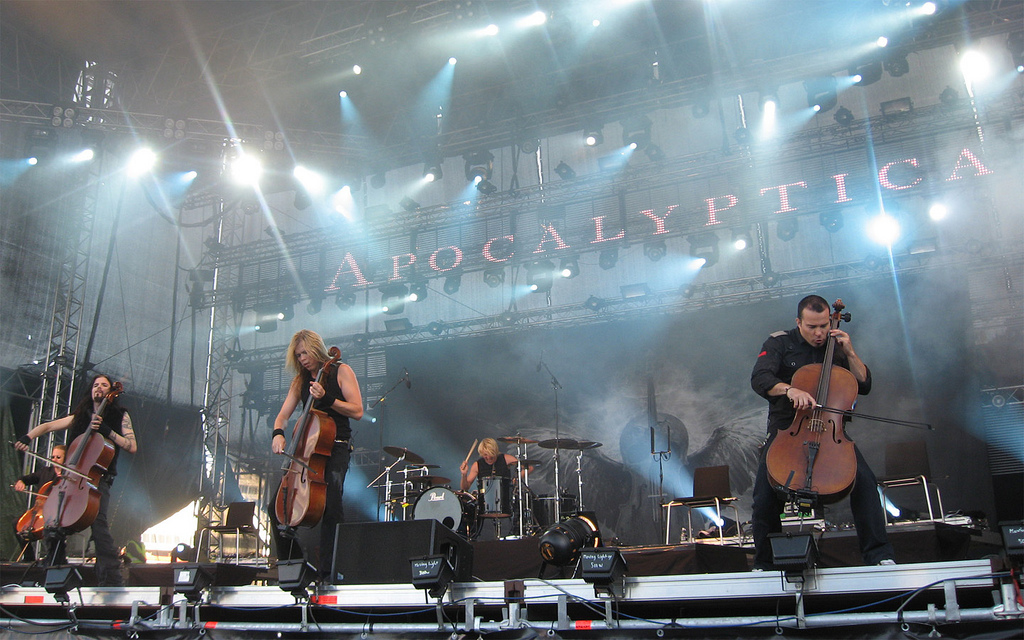
Финская группа Apocalyptica на фестивале Ruisrock

Первые финские рок-группы появились в 1960-е годы. В их репертуар входили преимущественно песни западных рок-групп (The Beatles, Rolling Stones и др.), переведённые на финский язык. Однако начиная с 1970-х годов финские рок-музыканты начали сочинять собственные песни.
В начале 1970-х годов появились первые финские группы, поющие на английском языке и претендующие на международную известность — Wigwam (играющая прогрессивный рок) и Hurriganes (рок-н-ролл), а чуть позже — Hanoi Rocks (глэм-рок). Однако раскрутиться за пределами Финляндии финские англоязычные группы тогда не сумели.
Начиная с 1970-х годов начал развиваться и финноязычный рок и метал. Наиболее яркие его представители — группы Popeda, Eppu Normaali, Sielun Veljet, Leevi and the Leavings, певцы Хейкки Харма (Hector), Раули Сомерйоки, Туомари Нурмио, Исмо Аланко и другие. В 1980-х годах получил своё развитие финский панк-рок. Именно тогда стали известными Terveet Kädet.
Начиная с 1990-х, Финляндия занимает одно из центральных мест в рок-музыке. Группы из Финляндии, в особенности HIM, Nightwish, Apocalyptica, The Rasmus и Lordi добились большой известности в мире. HIM стали первой финской группой, чей альбом (Dark Light) был сертифицирован золотым диском американской ассоциацией звукозаписывающих компаний. Среди других заметных представителей финской рок-сцены — Poets of the Fall, Sunrise Avenue, Amorphis, Children of Bodom, Ensiferum, Norther,, Finntroll, The 69 Eyes, Ruoska, Turmion Kätilöt, Enter My Silence, Stratovarius, Sonata Arctica, Sentenced, Korpiklaani, Impaled Nazarene, The Giant Leap, Charon, Negative, Liekki, Kotiteollisuus, Viikate, Lyijykomppania, Timo Rautiainen & Trio Niskalaukaus, Mokoma, Stam1na, Apulanta, Teräsbetoni, Maj Karma, Verjnuarmu, Klamydia, Haloo Helsinki и другие. В 2006 году финская группа Lordi одержала победу в конкурсе «Евровидение».
Как и в других скандинавских странах, рок, и, в особенности, металл в Финляндии очень популярен, здесь проводятся ежегодные фестивали тяжёлого рока, такие как Tuska Open Air, Finnish Metal Expo, Lumous, Jalometalli, Provinssirock, Ruisrock, Ilosaarirock, Sauna Open Air.